# Haymarketský masakr

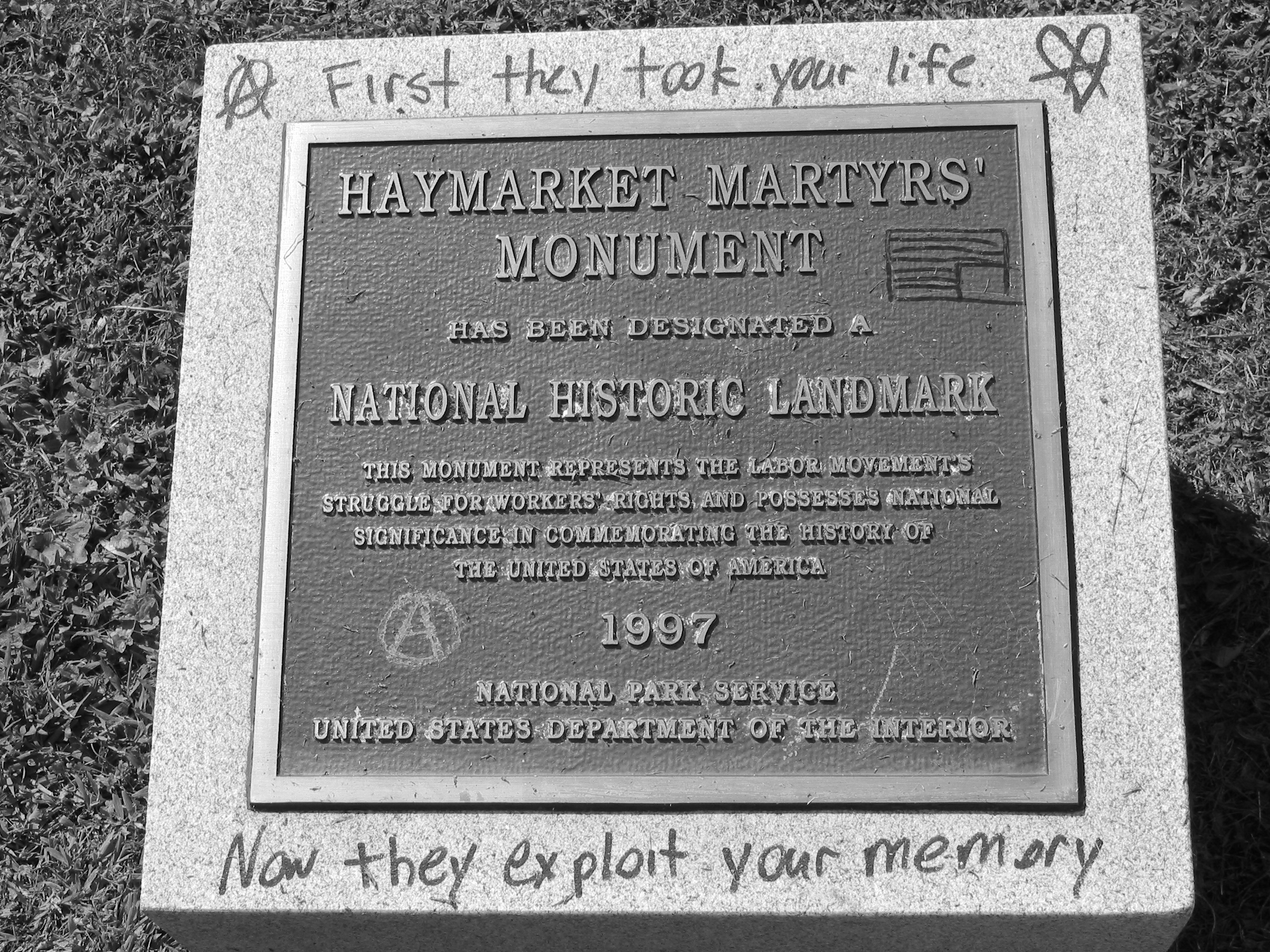
Vandalizovaná pamětní deska

Haymarketský masakr je označení pro bombový útok v úterý 4. května 1886 na náměstí Haymarket v Chicagu na demonstraci na podporu dělníků stávkujících za osmihodinový pracovní den. Tato demonstrace propukla den poté, co policie jednoho dělníka zabila a několik zranila. Když se policie snažila shromáždění rozehnat, neznámá osoba hodila na policisty dynamitovou bombu. Její výbuch a následná střelba si vyžádaly sedm mrtvých policistů a nejméně čtyři civilisty; desítky dalších lidí byly zraněny.
V následném mezinárodně sledovaném soudním řízení bylo osm anarchistů odsouzeno za spiknutí. Podle důkazů však jeden z obžalovaných sice možná bombu sestrojil, ale nikdo z nich ji nehodil. Sedm obžalovaných bylo následně odsouzeno k trestu smrti a jeden k 15 letům vězení. Guvernér státu Illinois Richard J. Oglesby změnil dva z nich na doživotí, další spáchal raději sebevraždu ve vězení, než aby stanul před šibenicí. Ostatní čtyři byli oběšeni 11. listopadu 1887. V roce 1893 guvernér státu Illinois John Peter Altgeld zbývající obžalované omilostnil a soudní proces zkritizoval.
Tato kauza je obecně považovaná za významnou událost, která přispěla ke zrodu Mezinárodního svátku pracujících, který se koná 1. května. Byla také vyvrcholením sociálních nepokojů mezi americkou dělnickou třídou, známých jako Velké pozdvižení (The Great Upheaval). Podle historika Williama J. Adelmana: „Žádná událost neovlivnila dějiny dělnictva v Illinois, ve Spojených státech a dokonce i ve světě tolik jako chicagská Haymarketská aféra. Začala shromážděním 4. května 1886, ale její důsledky pociťujeme dodnes. Ačkoli je toto shromáždění zařazeno do amerických učebnic dějepisu, jen málo z nich tuto událost prezentuje přesně a poukazuje na její význam.“
Místo incidentu bylo v roce 1992 prohlášeno za chicagskou památku a v roce 2004 mu byla věnována socha. Kromě toho byl v roce 1997 památník mučedníků z Haymarketu na místě pohřbu obžalovaných ve Forest Parku prohlášen za národní historickou památku.

## Předehra
V říjnu 1884, konvence jednomyslně přijatá americkým odborovým svazem FOTLU (anglicky Federation of Organized Trades and Labor Unions) ustanovila 1. květen 1886 jako termín do kterého měla být osmihodinová pracovní doba standardem. Jak se 1. květen blížil, americké odbory se připravovaly na generální stávku za podporu osmihodinové pracovní doby. V sobotu 1. května se konala shromáždění po celých Spojených státech. Odhady hovoří o 10 tisících demonstrantů v New Yorku a 11 000 v Detroitu. V Milwaukee taktéž 10 tisíc demonstrantů. Hnutí mělo centrum v Chicagu, kde se do stávky připojilo přes 40 000 dělníků. Albert Parsons byl anarchista a zakladatel IWPA (anglicky International Working People's Association). Parsons se svou manželkou Lucy a jejich dětmi vedli demonstraci s 80 000 účastníky až na Michigan Avenue. Dalších 10 000 mužů zaměstnaných ve skladu dřeva se rozhodlo pro samostatný pochod. Odhady celkového počtu stávkujících dělníků jdou mezi 300 000 a 500 000.

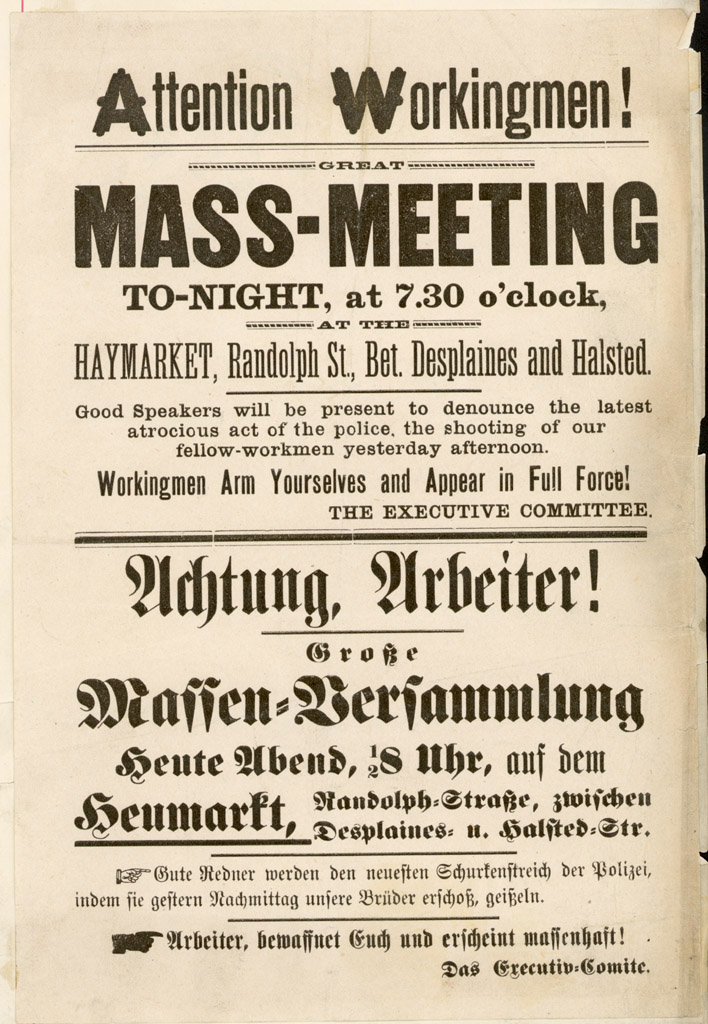
Původní plakát svolávající na manifestaci 4. května

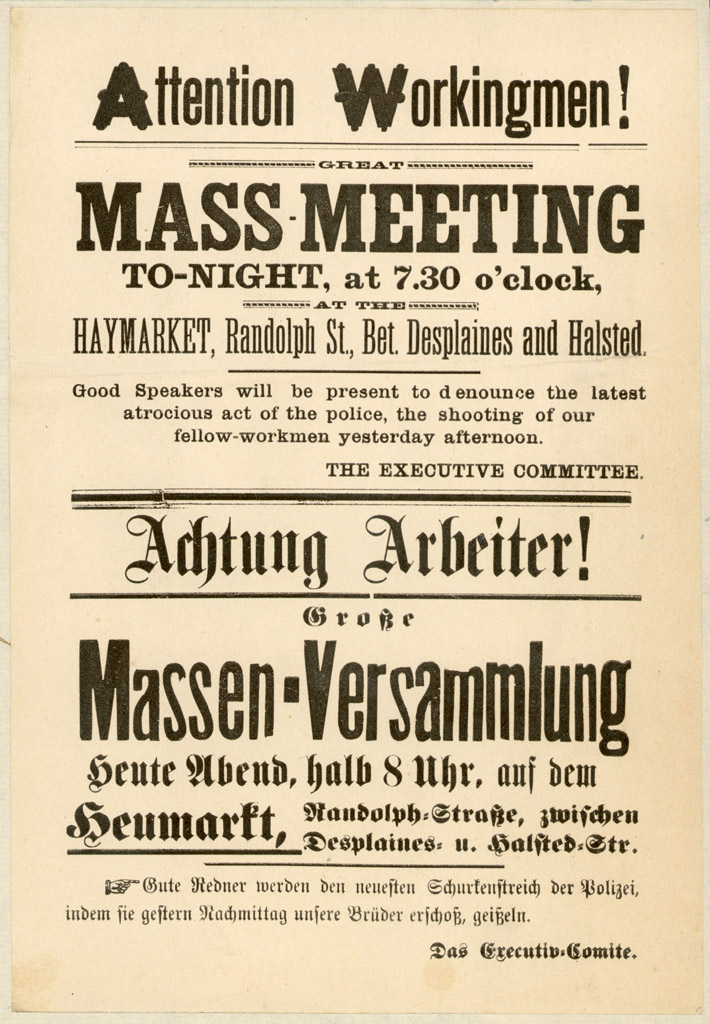
Revidovaný leták, slova „Dělníci ozbrojte se a objevte se v plné síle“ byla odstraněna

3. května se stávkující dělníci potkali poblíž McCormickovy žací továrny (anglicky Harvesting Machine Co.). Ve slévárnách byl zastaven provoz od února a převážně irsko-američtí dělníci byli pod útokem Pinkertonových privátních stráží (anglicky Pinkerton National Detective Agency) najatých majiteli továren již od dřívějších stávek z roku 1885. Těmito událostmi, spolu s militantností dělníků z McCormickovy továrny, si stávkující získali slávu po celém městě. V čase generální stávky roku 1886 vstoupili do továrny stávkokazi pod ochranou 400 policistů. Přes polovinu stávkokazů se poté přidalo ke generální stávce. August Spies 3. května radil stávkujícím, že „musí držet pospolu, držet se svých odborů, nebo neuspějí.“ Dobře organizovaná a plánovaná stávka byla až doposud nenásilná. Na konci směny se shromáždili u brány stávkující dělníci ke konfrontaci stávkokazů. Ačkoli Spies vyzýval ke klidu, spustila se střelba poté, co policie začala střílet do davu, čehož výsledkem byli 2 mrtví dělníci. Později se Spies přiznal, že byl velmi rozhořčen, protože ze své vlastní zkušenosti z minulosti ví, že masakrování lidí bylo provedeno za účelem poražení hnutí za osmihodinovou pracovní dobu.
Pobouřeni tímto aktem policejního násilí, místní anarchisté rychle vytiskli a distribuovali letáky vyzývající k manifestaci na následující den na Haymarketském náměstí, které bylo v té době komerčním centrem. Tyto letáky, vytištěné jak v angličtině, tak v němčině, obviňovaly policisty z vraždy stávkujících z obchodních zájmů a vyzývaly dělníky k hledání spravedlnosti. První sada letáků obsahovala slova: „Dělníci ozbrojte se a objevte se v plné síle!“ (anglicky Workingmen Arm Yourselves and Appear in Full Force!). Poté, co si tato slova přečetl Spies, odmítl na manifestaci promluvit, dokud nebude věta odstraněna. Všechny, kromě pár set původních letáků, byly zničeny a byla vytištěna nová sada letáků. Bylo rozdáno více než 20 000 revidovaných letáků.

## Shromáždění
Shromáždění začalo poklidně za lehkého deště 4. května navečer. Během závěru řeči posledního řečníka Samuela Fieldena nařídili policisté rozpuštění demonstrace. Podomácku vyrobená bomba byla hozena směrem k postupujícím policistům. Bomba zabila 7 policistů a policejní síly následně zahájily palbu do davu.

## Soud
V následném soudním řízení bylo obviněno 8 anarchistů, 7 z nich bylo odsouzeno k trestu smrti a osmý byl odsouzen k 15 letům vězení. Nakonec byli čtyři anarchisté popraveni, jeden spáchal sebevraždu den před plánovanou popravou. O vině odsouzených anarchistů vyvstalo mnoho pochybností, dodnes není jasné, kdo bombu hodil. Howard Zinn ve své knize Dějiny lidu Spojených států amerických naznačuje, že pachatelem mohl být Rudolph Schnaubelt jakožto policejní provokatér, který bombu hodil jako záminku k perzekuci chicagského anarchistického hnutí.